# Lille OSC

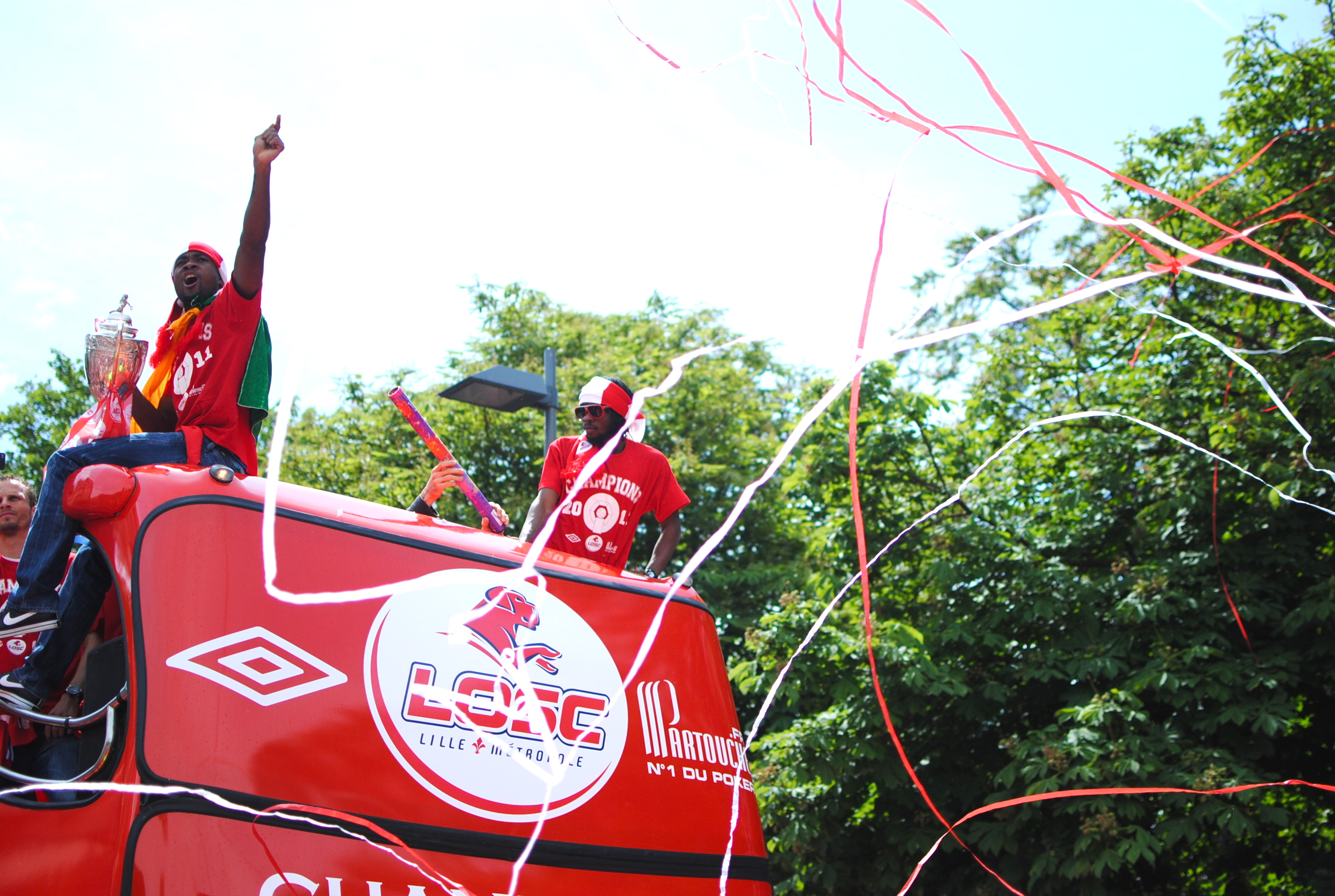
Aanvoerder Rio Mavuba viert het kampioenschap van 2011

Lille Olympique Sporting Club is een Franse voetbalclub uit Rijsel, opgericht in 1944 en uitkomend in de Ligue 1. De club speelt zijn thuiswedstrijden in het Stade Pierre Mauroy in Villeneuve-d'Ascq, geopend in 2012. In 1944 werd de huidige naam aangenomen na een fusie van Olympique Lillois en Sporting Club Fivois. In het eerste decennium na de Tweede Wereldoorlog en na de eeuwwisseling behaalde de club zijn grootste successen.

## Geschiedenis

### SC Fives
SC Fives werd in 1901 opgericht als Éclair Fivois. De club was medeoprichter van de profliga in 1932/33 en speelde zeven jaar in de hoogste klasse. De beste prestatie leverden ze in 1934 toen de tweede plaats bereikt werd achter FC Sète. In 1944 fusioneerde de club met Olympique Lillois.

### Olympique Lillois
Olympique Lillois werd opgericht in 1902. Na enkele regionale successen werd de club officieus landskampioen in 1914. Nadat stadsrivaal Fives een profclub werd kon Olympique niet achterblijven en bij de oprichting van de moderne profcompetitie in 1932/33, waarin nog twee reeksen waren, werd Olympique groepswinnaar in groep A. De club nam het in de finale op tegen AS Cannes en won met 4-3 en werd zo de eerste officiële landskampioen van Frankrijk. De volgende jaren greep de club naast de titel. In 1939 moest de club de activiteiten staken door het uitbreken van de Tweede Wereldoorlog. In 1941 fuseerde de club met Iris Club Lillois en speelde twee seizoenen onder de naam O.I.C. Lille in de hoogste oorlogsklasse. Op 23 september 1944 fuseerde de club met Fives en werd zo Stade Lillois. In november werd de naam veranderd in Lille Olympique Sporting Club, omdat de fans geen band hadden met de nieuwe naam.

### Lille OSC

#### Glorieperiode
De club was meteen succesvol en werd de eerste naoorlogse kampioen met één punt voorsprong op Saint-Étienne. Na een vierde plaats werd OSC de volgende vier seizoenen vicekampioen, telkens achter een andere club. In 1951/52 moest Lille twee clubs voor laten gaan, maar telde slechts twee punten achterstand op kampioen Nice. Twee seizoenen later zegevierde de club. Het zou de voorlopig laatste landstitel worden van de club. De titel werd gevolgd door een onverwachte zestiende plaats. Deze plaats werd in 1956 herhaald en de club degradeerde deze keer.

#### Donkere jaren
Na één seizoen kon de club terugkeren met een knappe zesde plaats, maar werd het volgende seizoen opnieuw naar de Division 2 verwezen. Dit keer slaagde de club er niet meteen in om terug te keren en eindigde de volgende seizoenen in de middenmoot. Na de titel in 1964 promoveerde de club terug naar de elite. Na een negende plaats, vocht de club het volgende seizoen tegen degradatie, maar kon deze vermijden. Twee seizoenen later werd de club voorlaatste en degradeerde. In de tweede klasse kreeg de club financiële problemen en in juni 1969 moest de club zijn profstatus opzeggen en een stap terugzetten naar de derde klasse. Een jaar later werd de club weer professioneel en keerde terug naar de tweede klasse waar de club kampioen werd. De terugkeer bij de elite was van korte duur. De club had inmiddels schulden voor 6 miljoen Franse frank.
Na twee seizoenen promoveerde de club terug en eindigde twee seizoenen in de middenmoot, maar degradeerde dan opnieuw. Na één seizoen kon de club terugkeren en zich dit keer voor langere tijd vestigen in de Division 1.
In het eerste seizoen werd de club zesde, hierna werd de club een grijze muis in de competitie die steevast in de middenmoot eindigde. Pas in 1990/91 kon de club opnieuw een zesde plaats bemachtigen. De volgende seizoenen ging het weer bergafwaarts en in 1996/97 werd LOSC voorlaatste en degradeerde voor het eerst sinds jaren uit de hoogste klasse.

#### Heropstanding
Na drie seizoenen in het vagevuur keerde de club in 2000/01 terug en behaalde zijn beste prestatie sinds de laatste landstitel en mocht voor het eerst Europees voetbal spelen in de Champions League. In de derde voorronde versloeg de club het Italiaanse Parma en kwalificeerde zich zo voor de groepsfase. De club werd derde en belandde zo nog in het vangnet van de UEFA Cup en versloeg daar opnieuw een Italiaanse club, maar werd daarna gestopt door het Duitse Borussia Dortmund. Het volgende seizoen werd de club vijfde en probeerde via de Intertoto Cup naar de UEFA Cup te gaan en versloeg het Engelse Aston Villa, maar werd dan opnieuw door een Duitse club verslagen. De volgende twee seizoenen eindigde de club in de middenmoot en in 2004 won de club de Intertoto waardoor het doorstootte naar de UEFA Cup. Daar bereikte de club de achtste finales en verloor daar van landgenoot Auxerre.
In 2004/05 werd de club dan vicekampioen achter het almachtige Lyon. In de Champions League speelde de club drie keer gelijk en won van Manchester en belandde zo opnieuw in de UEFA Cup, waar het in de achtste finales door latere winnaar Sevilla uitgeschakeld werd. Het volgende seizoen werd de derde plaats bereikt en na het uitschakelen van Rabotnički Skopje plaatste LOSC zich voor de groepsfase van de Champions League. De club versloeg AC Milan, maar door twee gelijke spelen tegen Anderlecht moest de club de groepswinst aan de Italianen laten. Voor het eerst stootte de club door naar de volgende ronde van de Champions League, maar werd daar uitgeschakeld door Manchester United. Na twee keer te eindigen in de middenmoot van de competitie kon de club zich de volgende seizoenen niet meer plaatsen voor Europees voetbal.
Op 21 mei 2011 stelde Lille de landstitel veilig in de Ligue 1 door in de voorlaatste speelronde met 2-2 gelijk te spelen bij de nummer vier Paris Saint-Germain.

#### Nieuwe eigenaar
Op 11 januari 2017 werd bekend dat de eigenaar van Lille, Michel Seydoux, zijn deel van de club verkoopt aan de Spaans-Luxemburgse ondernemer Gérard Lopez. Seydoux was sinds 2002 zowel eigenaar als president van de club. Op woensdag 22 november zette Lille trainer Marcelo Bielsa op non-actief. Lille presteerde slecht in de competitie. De club van aanvaller Anwar El Ghazi, oud-speler van Ajax, bezette de negentiende en voorlaatste plaats in de Ligue 1, toen Bielsa op een zijspoor werd gezet.

## Domaine de Luchin
Op 13 september 2007 werd het Domaine de Luchin officieel ingehuldigd. Het domein was vroeger een vierkantshoeve en is nu een van de modernste opleidingscentra ter wereld. Het centrum bevat onder meer de hoofdzetel van de club, oefenterreinen, een restaurant, een amfitheater, slaapvertrekken en een ontspanningsruimte voor de beloften die hun opleiding bij Lille OSC genieten, een fitnessruimte, een saunaruimte, een mountainbikepiste. Het project kostte 19 miljoen euro.

## Erelijst
| Internationaal        |    |                                    |
| UEFA Intertoto Cup    | 1x | 2004                               |
| Nationaal             |    |                                    |
| Division 1/Ligue 1    | 4x | 1946, 1954, 2011, 2021             |
| Division 2            | 4x | 1964, 1974, 1978, 2000             |
| Coupe de France       | 6x | 1946, 1947, 1948, 1953, 1955, 2011 |
| Trophée des Champions | 1x | 2021                               |

## Overzichtslijsten

### Eindklasseringen sinds 1946
- 1946 1e
Division Nationale
- 1947 4e
Division Nationale
- 1948 2e
Division Nationale
- 1949 2e
Division Nationale
- 1950 2e
Division Nationale
- 1951 2e
Division Nationale
- 1952 3e
Division Nationale
- 1953 4e
Division Nationale
- 1954 1e
Division Nationale
- 1955 16e
Division Nationale
- 1956 16e
Division Nationale
- 1957 3e
Division Interrégionale
- 1958 6e
Division Nationale
- 1959 18e
Division Nationale
- 1960 11e
Division Interrégionale
- 1961 9e
Division Interrégionale
- 1962 8e
Division Interrégionale
- 1963 7e
Division Interrégionale
- 1964 1e
Division Interrégionale
- 1965 9e
Division Nationale
- 1966 18e
Division Nationale
- 1967 10e
Division Nationale
- 1968 19e
Division Nationale
- 1969 13e
Division Interrégionale
- 1970 10e
Niveau 3
- 1971 1e
Division Interrégionale
- 1972 18e
Division Nationale
- 1973 3e
Division 2
- 1974 1e
Division 2
- 1975 13e
Division 1
- 1976 13e
Division 1
- 1977 19e
Division 1
- 1978 1e
Division 2
- 1979 6e
Division 1
- 1980 13e
Division 1
- 1981 17e
Division 1
- 1982 14e
Division 1
- 1983 13e
Division 1
- 1984 9e
Division 1
- 1985 16e
Division 1
- 1986 10e
Division 1
- 1987 14e
Division 1
- 1988 12e
Division 1
- 1989 8e
Division 1
- 1990 17e
Division 1
- 1991 6e
Division 1
- 1992 13e
Division 1
- 1993 17e
Division 1
- 1994 15e
Division 1
- 1995 14e
Division 1
- 1996 17e
Division 1
- 1997 19e
Division 1
- 1998 4e
Division 2
- 1999 4e
Division 2
- 2000 1e
Division 2
- 2001 3e
Division 1
- 2002 5e
Division 1
- 2003 14e
Ligue 1
- 2004 10e
Ligue 1
- 2005 2e
Ligue 1
- 2006 3e
Ligue 1
- 2007 10e
Ligue 1
- 2008 7e
Ligue 1
- 2009 5e
Ligue 1
- 2010 4e
Ligue 1
- 2011 1e
Ligue 1
- 2012 3e
Ligue 1
- 2013 6e
Ligue 1
- 2014 3e
Ligue 1
- 2015 8e
Ligue 1
- 2016 5e
Ligue 1
- 2017 11e
Ligue 1
- 2018 17e
Ligue 1
- 2019 2e
Ligue 1
- 2020 4e
Ligue 1
- 2021 1e
Ligue 1
- 2022 10e
Ligue 1
- 2023 5e
Ligue 1
- 2024 4e
Ligue 1
- 2025 5e
Ligue 1

- Niveau 1
- Niveau 2
- Niveau 3

### Seizoensresultaten sinds 2010/11
| Seizoen   | №  | Clubs | Divisie | Duels | Winst | Gelijk | Verlies | Doelsaldo | Punten |
| --------- | -- | ----- | ------- | ----- | ----- | ------ | ------- | --------- | ------ |
| 2010–2011 |    | 20    | Ligue 1 | 38    | 21    | 13     | 4       | 68–36     | 74     |
| 2011–2012 | 3  | 20    | Ligue 1 | 38    | 21    | 11     | 6       | 72–39     | 74     |
| 2012–2013 | 6  | 20    | Ligue 1 | 38    | 16    | 14     | 8       | 59–40     | 62     |
| 2013–2014 | 3  | 20    | Ligue 1 | 38    | 20    | 11     | 7       | 46–26     | 71     |
| 2014–2015 | 8  | 20    | Ligue 1 | 38    | 16    | 8      | 14      | 43–42     | 56     |
| 2015–2016 | 5  | 20    | Ligue 1 | 38    | 15    | 15     | 8       | 39–27     | 60     |
| 2016–2017 | 11 | 20    | Ligue 1 | 38    | 13    | 7      | 18      | 40–47     | 46     |
| 2017–2018 | 17 | 20    | Ligue 1 | 38    | 10    | 8      | 20      | 41–67     | 38     |
| 2018–2019 | 2  | 20    | Ligue 1 | 38    | 22    | 9      | 7       | 68–33     | 75     |
| 2019–2020 | 4  | 20    | Ligue 1 | 28    | 15    | 4      | 9       | 35–27     | 49     |
| 2020–2021 |    | 20    | Ligue 1 | 38    | 24    | 11     | 3       | 64–23     | 83     |
| 2021–2022 | 10 | 20    | Ligue 1 | 38    | 14    | 13     | 11      | 48-48     | 55     |
| 2022–2023 | 5  | 20    | Ligue 1 | 38    | 19    | 10     | 9       | 65-44     | 67     |
| 2023–2024 | 4  | 18    | Ligue 1 | 34    | 16    | 11     | 7       | 52-34     | 59     |
| 2024–2025 | 5  | 18    | Ligue 1 | 34    | 17    | 9      | 8       | 52-36     | 60     |

### Lille in Europa
Lille OSC speelt sinds 2001 in diverse Europese competities. Hieronder staan de competities en in welke seizoenen de club deelnam:
- Champions League (9x)

2001/02, 2005/06, 2006/07, 2011/12, 2012/13, 2014/15, 2019/20, 2021/22, 2024/25
- Europa League (7x)

2009/10, 2010/11, 2012/13, 2014/15, 2016/17, 2020/21, 2025/26
- Conference League (1x)

2023/24
- UEFA Cup (3x)

2001/02, 2004/05, 2005/06
- Intertoto Cup (2x)

2002, 2004
Bijzonderheden Europese competities:
| Bijzonderheid                 | Datum      | Tegenstander      | Uitslag | Plaats  | Naam              | Aantal |
| ----------------------------- | ---------- | ----------------- | ------- | ------- | ----------------- | ------ |
| Hoogste overwinning           | 29-01-2025 | Feyenoord         | 6-1     | Lille   |                   |        |
| Hoogste nederlaag             | 07-11-2012 | FC Bayern München | 1-7     | München |                   |        |
| Speler met meeste wedstrijden | 07-03-2007 |                   |         |         | Grégory Tafforeau | 42     |
| Speler met meeste doelpunten  | 12-03-2025 |                   |         |         | Jonathan David    | 19     |

UEFA Club Ranking: 31 (07-07-2025)

## Bekende (oud-)Les Dogues

### Spelers
- Éric Abidal
- Pierre-Emerick Aubameyang
- Michel Bastos
- Yves Bissouma
- Sven Botman
- Yohan Cabaye
- Joe Cole
- Jonathan David
- Mathieu Debuchy
- Lucas Digne
- Stéphane Dumont
- Éder
- Anwar El Ghazi
- Vincent Enyeama
- José Fonte
- Gervinho
- Idrissa Gueye
- Eden Hazard
- Salomon Kalou
- Ricardo Kishna
- Patrick Kluivert
- Bernard Lama
- Mickaël Landreau
- Rafael Leão
- Stephan Lichtsteiner
- Mike Maignan
- Rio Mavuba
- Kevin Mirallas
- Amadou Onana
- Divock Origi
- Victor Osimhen
- Benjamin Pavard
- Dimitri Payet
- Nicolas Pépé
- Loïc Rémy
- Renato Sanches
- Osame Sahraoui
- Djibril Sidibé
- Samuel Umtiti
- Timothy Weah
- Burak Yılmaz
- Edon Zhegrova

### Trainers
- Paulo Fonseca
- Christophe Galtier
- Rudi Garcia
- Claude Puel

1 Mannone ·
2 Mandi ·
4 Alexsandro ·
5 Gudmundsson ·
6 Bentaleb ·
7 Haraldsson ·
8 Angel Gomes ·
9 David ·
10 Cabella ·
11 Sahraoui ·
12 Meunier ·
13 Zedadka ·
14 Umtiti ·
16 Caillard ·
17 Mukau ·
18 Diakité ·
19 Fernandez-Pardo ·
20 Bakker ·
21 André  ·
22 Santos ·
23 Zhegrova ·
26 André Gomes ·
27 Bayo ·
28 Fernandes ·
29 Mbappé ·
30 Chevalier ·
31 Ismaily ·
32 Bouaddi ·
Coach: Génésio
· Assistent-coach: Bréchet
Angers ·
Auxerre ·
Stade Brestois ·
Le Havre ·
Lens ·
Lille · 
Lorient ·
Olympique Lyonnais · 
Olympique de Marseille · 
Metz ·
 Monaco · 
Nantes · 
Nice · 
Paris ·
PSG · 
Stade Rennais · 
Strasbourg ·
Toulouse